# Podwolina
Podwolina – część miasta Nisko na południowy wschód od centrum miasta, przy zalewie na Podwolinie.

## Historia
Między 1530 a 1621 stanowiła własność kapituły sandomierskiej wraz z wsią Nisko i innymi pobliskimi wioskami.
Za II RP Podwolina należała już do Niska, od 1933 miasta.
Podczas II wojny światowej Niemcy wyodrębnili Podwolinę z Niska, włączając ją do nowo utworzonej gminy Górno w powiecie Jaroslau w dystrykcie krakowskim (Generalne Gubernatorstwo). Liczyła wtedy 473 mieszkańców.
Po wojnie powrócono do stanu administracyjnego sprzed wojny, przez co Podwolina ponownie stała się częścią Niska.

## Transport kolejowy
Na Podwolinie znajduje się jeden przystanek kolejowy – Nisko Podwolina.